# Land von Valkenburg

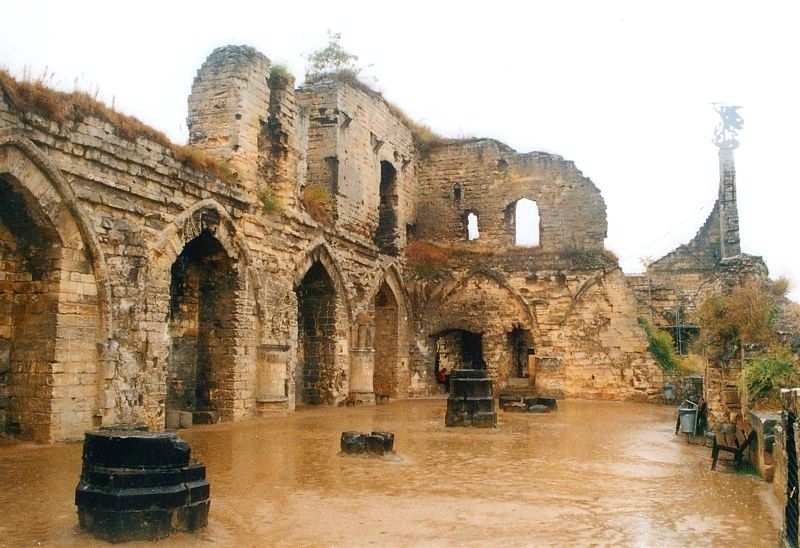
Rittersaal der Burg von Valkenburg

Das Land von Valkenburg war eine Herrschaft, seit 1357 eine Grafschaft, mit der heutigen Ruine Valkenburg als Stammburg. Heute befindet sich das Gebiet im südlichen Teil der niederländischen Provinz Limburg.

## Umfang
Geographisch erstreckte es sich über ein Kerngebiet im Tal der Göhl, das später nach Norden erweitert wurde. Ab 1334 hatte es auch eine Exklave: die Herrschaft Eijsden. Innerhalb des Kerngebiets gab es eine Enklave: die kirchliche Domäne Vaesrade bei Nuth. Außerdem war die Herrschaft Wijnandsrade zwar lehnrührig an Valkenburg, aber die Herren waren seit 1629 Reichsfreiherren.
Verwaltungstechnisch bildete das Gebiet lange Zeit ein Ganzes: Alle Dörfer und Kirchspiele unterstanden direkt dem Landesherrn von Valkenburg. Im Laufe der Zeit, und insbesondere nach 1500, wurden einige Dörfer in den Rang einer Unterherrschaft erhoben. Alle Unterherrschaften waren lehnrührig an Valkenburg, mit Ausnahme von Geleen, das ab 1609 zum Herzogtum Brabant gehörte.
Gerichtlich gesehen bestand das Gebiet aus vier Bezirken. Jeder Gerichtsbezirk hatte eine Hochbank (d. h. ein Berufungsgericht), das mehreren lokalen Schöffenbänken (d. h. hier erstinstanzliches Gericht, nicht zu verwechseln mit Schöppenstuhl) übergeordnet war. Die höchste Gerichtsbarkeit war einem Obersten Gericht in Valkenburg vorbehalten, aber auch die Hochbank von Heerlen hatte seit jeher diese Zuständigkeit. Unter dem Namen Hoogbank, oder vereinfacht Bank, wurden nicht nur die Gerichte, sondern auch die Gerichtsbezirke verstanden.
- Im Nordosten lag die Bank Heerlen. Dieser war die größte und war aus der ursprünglichen Herrschaft Heerlen hervorgegangen. Später wurden die Orte Schaesberg, Hoensbroek, Brunssum (mit Schinveld und Jabeek) und Oirsbeek, heute Gemeinde Schinnen (mit Amstenrade, Merkelbeek und Bingelrade) zu eigenständigen Herrschaften erhoben.  Bingelrade, Jabeek, Merkelbeek, Amstenrade und Schinveld gehören jetzt zur Gemeinde Onderbanken. Die Herrschaft Heerlen umfasste danach nur noch die Dörfer Heerlen, Nieuwenhagen, Voerendaal und Ubachsberg (heute Gem. Voerendaal).
- Im Nordwesten lag die Bank Beek, mit den Dörfern Oensel, Kelmond, Geverik, Beek und Neerbeek. Die Dörfer Geleen (mit Spaubeek) und Schinnen wuchsen zu Herrschaften heran. Aus Geleen wurde 1654 sogar die Grafschaft Geleen en Amstenrade.
- Im Südwesten lag die Bank Meerssen. Er umfasste Freuden im Norden die Herrschaften Meerssen, Bunde, Itteren, Ulestraten und Geulle; im Süden die Dörfer Amby und Houthem.
- Im Südosten lag die Bank Klimmen: Schimmert, Hulsberg, Beekdaelen und die spätere Herrschaft Nuth, Gem. Beekdaelen. Was die Steuererhebung anbelangt, so gehörten auch diese Orte dazu: Oud-Valkenburg, Strucht, Schin op Geul (außer in den Jahren 1557–1593 und ab 1630; damals hatte dieses Dorf seine eigene Hochbank) und Eijsden.

## Geschichte

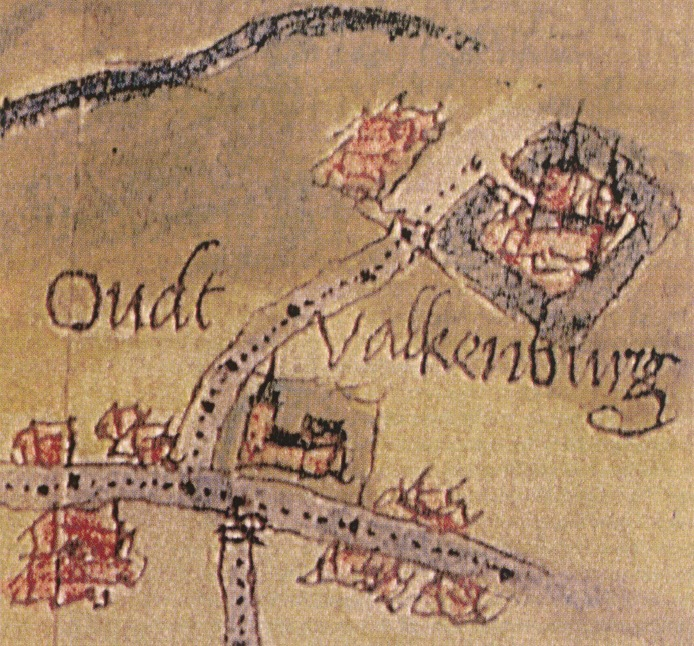
Alt-Valkenburg auf der Karte von Jacob van Deventer

Der Ursprung der Herrschaft lag im heutigen Oud-Valkenburg (Deutsch: Alt-Valkenburg). Dieser Ort wird zum ersten Mal in einer Akte vom 15. Februar 1041 erwähnt, als Kaiser Heinrich III die Orte Herve, Vaals, Epen und Falchenberch seiner Nichte Ermingardis schenkte. Nach ihrem Tod erbte Thibald von Fouron diese Besitzungen. Dieser wird 1101 zum ersten Mal Thibald von Valkenburg genannt. Er war damit der erste Bannerherr oder Sire.
Die Bannerherren, die zu dieser Zeit noch in Oud-Valkenburg regierten, höchstwahrscheinlich auf Schloss Genhoes, erweiterten das Land Valkenburg langsam, aber sicher dank der langfristigen Anhäufung von Besitztümern und Rechten in der Region. Wahrscheinlich war es Gosewijn I. van Valkenburg (aus dem Hause Heinsberg), der um das Jahr 1075 die erste Burg von Valkenburg auf dem Heunsberg oberhalb der Göhl baute. Diese Festung bestand aus einem schweren, quadratischen Bergfried von 12 mal 18 Metern. So entwickelten sie sich bis zum 13. Jahrhundert zu mächtigen Herrschern in der Region. Sie gerieten regelmäßig in Konflikt mit den umringenden aufstrebenden Fürstentümern: den damaligen Grafschaften Jülich und Geldern sowie dem Hochstift Lüttich. Auch das Herzogtum Brabant versuchte, auf der rechten Maasseite Fuß zu fassen. Dies führte unter anderem zur Schlacht von Worringen (1288) und der anschließenden Belagerung von Valkenburg.

Die drei Lande von Übermaas, das Land von Valkenburg in blau

Durch Vererbung gelangte das Land Valkenburg 1118 in den Besitz der Herrschaft Heinsberg. Diese Dynastie starb 1352 aus. 1357 wurde die Herrschaft von Valkenburg in den Status einer Grafschaft erhoben. Der neue Landesherr, Herzog Wilhelm II. von Jülich, war in Geldnot und verpfändete Valkenburg seinem Erzrivalen Brabant (1364). Er behielt das Gebiet für immer, danach wurde es Teil von Brabants "Drei Lande von Übermaas". Zwar verkaufte Brabant später die nördlichen Orte Munstergeleen, Sittard und Born wieder an Jülich. Aber andererseits kaufte es die meisten Rechte in Heerlen (1378). Der Drossart von Valkenburg vertrat den Herzog von Brabant. Er war unter anderem für die Erhebung von Steuern und die Erhaltung der Burg und der Stadtmauern zuständig. Der Drossart Dirk van Pallandt sorgte 1465 dafür, dass die Belagerung durch das Hochstift Lüttich abgewehrt werden konnte.
Zur Zeit des niederländischen Aufstandes wurde Valkenburg 1578 von Alessandro Farnese, in den Niederlanden besser bekannt als der Herzog von Parma, zurückerobert. Am Ende des Achtzigjährigen Krieges fiel die Stadt wieder in die Hände der Republik der Sieben Vereinigten Provinzen (1644). Die spanische Regierung weigerte sich jedoch, das gesamte Gebiet abzutreten. Erst dreizehn Jahre nach dem Frieden von Münster in 1648 kam es zu einer Einigung über die Teilung: dem Partagetraktat von 1661. Im Großen und Ganzen blieb der Norden der Grafschaft Spanisch und der Süden ging an die Generalstaaten der Republik. Daher die Bezeichnung staat'sch für diese Gebiete. Diese Aufteilung trat 1663 in Kraft.
- Der spanische Teil umfasste u. a. Oud-Valkenburg, Brunssum und Geleen. Hier finden sich auch zahlreiche Außenlehen, wie Limbricht, die Burg Wolfrath, das Kloster St.-Gerlach und die Abtei Valdieu.
- Der staat'sche Teil umfasste unter anderem Stadt und Burg Valkenburg, Heerlen, Meerssen und Eijsden. Einige Außenlehen waren das belgische Leut und das deutsche Hürth. Innerhalb des spanischen Schaesbergs wurde auch die Straße Heerlen-Nieuwenhagen den Generalstaaten der Niederlande überlassen.

In den spanischen Teilen des Landes Valkenburg war, wie in den gesamten spanischen Niederlanden, nur der Katholizismus erlaubt und gegen andere Religionen wurde oft repressiv vorgegangen. In den Staat'schen Landesteilen wurde die Niederländisch-reformierte Kirche zur offizielle Kirche. Die Bevölkerung im Staat'schen Gebiet blieb jedoch überwiegend römisch-katholisch. In den meisten Orten gab es nur eine Kirche, so dass sie oft für die Gottesdienste beider Konfessionen in Gebrauch war (das Simultaneum). In den übrigen Generalitätslanden hatte sich dieses Prinzip bereits seit 1633 bewährt. Doch auch hier, jenseits der Grenzen der Republik der Sieben Vereinigten Provinzen, entstanden außerdem Grenzkirchen für die katholischen Gläubigen aus der Staat'schen Partage, ähnlich den Grenzkirchen in Deutschland.

Teilung von Übermaas zwischen Spanien und der Republik (1661)

Als Folge des Spanischen Erbfolgekriegs gingen 1713 die südlichen Niederlande an den österreichischen Zweig des Hauses Habsburg. In der Zeit der österreichischen Niederlande kam es zu einem Gebietstausch, der im Vertrag von Fontainebleau von 1785 festgehalten wurde. Im Tausch gegen die Grafschaft Dalhem (ohne die Dörfer Oost und Cadier bei Maastricht) gab Österreich einige Exklaven im Land von Valkenburg auf. Dies waren insbesondere das Sint-Gerlachusstift, Alt-Valkenburg, Strucht, Schin op Geul und Schaesberg. Der Austausch wurde größtenteils von Willem Hendrik van Panhuys (1734–1808), dem damaligen Verwalter von Staats’sch Overmaas, der gleichzeitig Landsadvocaat (~ Premierminister) von Valkenburg war, vorbereitet und durchgeführt. Es entstand ein Konflikt um die Herrschaft Elsloo, in der Valkenburg die hohe Gerichtsbarkeit innehatte, aber der Herr von Elsloo, Nicolas Antoine van Arberg. (1736–1813), weigerte sich, den Treueeid zu leisten. Die Kontroverse endete in juristischen Auseinandersetzungen, die sich bis zur Ankunft der Franzosen 1794 hinzogen, wodurch die Angelegenheit hinfällig wurde.
In der Französischen Zeit (1795–1814) wurden die Hälften des Landes von Valkenburg innerhalb des Département Meuse-Inférieure wieder vereinigt, aber als Verwaltungseinheit hörte es auf zu bestehen. Meuse-Inférieure bildete später den Südteil der ersten Provinz Limburg, die von 1815 bis 1839 bestand.

## Sprache
Die Umgangssprache war (und ist bis heute) die lokale Form von Limburgisch, aber die Amtssprache war Brabantisch. Die Annexion durch die Generalstaaten änderte nichts an der Position der beiden niederländischen Sprachvarianten. So wurden alte Archivdokumente im Brabanter Dialekt des Mittelniederländischen erstellt. Wir finden auch eine typische Brabanter Schreibweise auch z. B. im Dehnungs-i des Ortes Oirsbeek.